# 初美りん
初美 りん（はつみ りん、1997年2月24日 - ）は、日本の元AV女優。ティーパワーズ所属。

## 略歴
2017年7月、マックス・エーの専属女優としてAVデビュー。
2018年4月より専属を離れ企画単体女優として活動。
2019年6月、初川みなみ、初美りん、山井すずの3人でリリカルプラネットを結成。7月13日に秋葉原・ソフマップでデビューライブを行う。
2021年8月1日、自身のTwitterにて同年11月をもってAV女優を引退する事を発表。

## 人物
大阪府出身。趣味はお笑い鑑賞、特技はダンス。
初体験は高校3年の時で、デビュー前の経験人数は2人。小学6年生からAV女優に興味をもっていた。AV女優となった直接のきっかけは、恵比寿★マスカッツ（特に小島みなみのファン）のイベントに行くうちにAV女優に興味を持つようになり、AV以外の活動もしていることを知り、やってみたいと思ったから。

## 出演作品

### アダルトDVD
2017年
- シンデレラガール（7月25日、マックス・エー）
- 濃交 初美りんのリアルセックス（8月25日、マックス・エー）
- 連続発射保証付き!! 世界一気持ちいいソープ（9月25日、マックス・エー）
- シンデレラガール 大人の階段昇っちゃった初体験4本番Special（10月25日、マックス・エー）
- 汚れた学園 〜剥がされた美少女の笑顔〜（11月25日、マックス・エー）
- 僕の妹がエッチでツンデレ小悪魔な件について（12月25日、マックス・エー）

2018年
- 人生初! 生中出しSEX密着ドキュメント!（1月25日、マックス・エー）
- 完全主観 僕とキミだけのイチャLOVEセックス(2月25日、マックス・エーvc)
- 真正生中出し 極テク風俗嬢（2月25日、マックス・エー）
- 初美りん4時間（3月25日、マックス・エー）※ベスト版
- ―超能力― 透明人間編（4月12日、SODクリエイト）
- 隙だらけ美女をナンパしたらくっそエロかったので公開します!!4時間（4月25日、マックス・エー）
- 裏口入学 保護者ママの蒸れたぱんすと（4月25日、AVS Collector's）
- 女子○生限定 マジックミラー号 「下着メーカーのモニター調査」と称して生おっぱいをモミモミしながらインタビュー 清純そうな見た目からは想像もつかない超ドえろ発言連発! 敏感な美乳をもみほぐされて感度抜群女子○生が大人ち○ぽでイキまくり! 10人中10本番!（5月10日、SODクリエイト）※「のぞみ」名義
- 成熟した姉の裸に触れた童貞弟はイケない事と知りつつもチ○ポを勃起させて「禁断の近親相姦」してしまうのか!? 8（5月24日、SODクリエイト）※「リン」名義
- 営業中の店舗を占拠され完全封鎖空間で晒し者になりイキまくるバイト娘（5月24日、ナチュラルハイ）
- パンティ越しでもわかるほどぷっくり勃起したクリトリスをこねくり回され発情する敏感娘（5月24日、ナチュラルハイ）
- 「ダメ…声出ちゃうって!」 声を出しちゃいけない状況でカワイイあの子の股間を陰湿イタズラ責め! スリルとドキドキ感でマ○コが爆濡れ!アヘ声を我慢しながら連続真性中出しSEX!! 2（6月1日、DOC）
- 初美りんレズ解禁!! グラマラス・レズビアン（6月7日、ビビアン）
- 淫語を喋る俺だけの性欲処理人形（6月13日、AVS Collector's）
- 120%リアルガチ軟派伝説 vol.61 in 姫路（6月15日、プレステージ）
- ガチナンパ! 千葉県産直! 素人女子が悶絶イってるのに絶倫童貞くんがお構いなく暴走ピストン! 思考停止の中出し&暴発でやっと満足!（6月15日、ピーターズ）
- 顔出し!女子大生限定 ザ・マジックミラー 徹底検証! 男女の友情は成立する!? 9 in池袋 友達関係のリアル素人大学生が日本一エロ〜い車の中で二人っきり♥ 人生初の真正中出しスペシャル!（6月19日、ディープス）
- 資産家オヤジならデキる! テニサーJD大人買い中出し（6月19日、エムズビデオグループ）
- 結婚して359日、妊娠危険日に元カレに何度も中出しされて…（6月22日、人妻花園劇場）
- シロウト制服美人 16（6月29日、プレステージ）※「R・H」名義
- 買い物帰りの人妻ナンパして料理とアソコを味見してみたらどっちも激ウマでプロの味!!奥さんおかわりしていいですかっ?（6月29日（レンタル）/7月6日（セル）、LEO）
- 禁断介護（7月5日、グローリークエスト）
- 激カワ浴衣素人ナンパ（7月13日、S級素人）
- のぞき屋 同棲カップルのプライベートSEX盗撮（7月13日、プレステージ）※「ゆうか」名義
- 【若気の至り】 無邪気少女妊娠確定♥ 制服ど変態子作り映像 個人買い取り（7月19日、kira☆kira）※「りな」名義
- 痴漢師に複数のローターをぶち込まれガニ股で脚を震わせイキまくるニーハイ女子○生（7月26日、ナチュラルハイ）
- クレーム対応で自宅に来たOLに利尿剤入りのお茶を飲ませて長い説教とお仕置きセクハラに我慢できず失禁イキ（8月1日、ムーディーズ）
- SOD女子社員 これぞ真夏の超羞恥! シャツもマ○コも透け透けびしょ濡れ! 美巨乳揃いの女子社員水泳大会2018（8月9日、SODクリエイト）※「岡田萌」名義
- 痴漢され潮を吹かされても最後まで感じていることを認めず潮が出なくなるまで何度もイカされ痙攣が止まらなくなる絶頂女 2（8月9日、ナチュラルハイ）
- 某繁華街では目隠しをしたまま入店してくるデリヘル店がものすごいエロいとの噂が!呼んでみると玄関で即尺するわ、そのままオナニーするわで想像以上のエロデリヘル嬢だった!!（8月10日、SCOOP）
- ナチュラルハイ20周年記念作品 夜行バスで声も出せずイカされた隙に生ハメされた女はスローピストンの痺れる快感に理性を失い中出しも拒めない女子○生限定3 発情ディープキスSP＆発情騎乗位SP完全撮り下ろし総勢8名 2枚組8時間（8月23日、ナチュラルハイ）
- 痴漢師に服の中で乳首をイジられ敏感すぎて抵抗できない美乳女（8月23日、ナチュラルハイ）
- マジックミラー号ハードボイルド ミラー号ロケでMCの練習台にされリハーサルで本番同様に電マで攻められナマ中出しセックスまでヤラされても『ミラー号の監督になるには何事も経験が一番大切なんだぞ』と言われたら泣き寝入りするしかないサディスティックヴィレッジの女AD 2（8月23日、サディスティックヴィレッジ）
- 痴漢おねだり娘 2 初めての漏らしイキに発情して挿入をねだる女子○生（9月6日、ナチュラルハイ）
- 女レ○プ師と共謀、素人エステティシャンをスイートルームに呼んで脇目もふらぬ熱心な仕事中に後ろから忍び寄ってナマ中出しレ○プ!（9月6日、サディスティックヴィレッジ）
- 『ねぇ、逃げないでよ…』 家庭教師の先生と女子●生の教え子があまりにも可愛くて親がいない時に自宅n中を追いかけ回して何度も何度も中出ししちゃいました! でも最後はなぜか、もう逃げませんでした…。2（9月19日、アパッチ）
- 媚薬が効きすぎて職場アクメ! 2 オナニーを我慢できずガニ股でイキ漏らすガクブル美脚OL（9月20日、ナチュラルハイ）
- 羞恥 男女が体の違いを全裸になって学習する質の高い授業を実践する共学○校の保健体育 3（9月20日、サディスティックヴィレッジ）
- マジックミラー号ハードボイルド サディヴィレお手伝いスペシャル! フラれた彼女とヨリを戻したい! 募集した元カレに元カノの出没ポイントを案内させナンパ ミラー号に連れ込んでSEXに持ち込み元カノに目隠しをして、隠れていた元カレがチ○ポ挿入! 自慢のテクニックでイカせてヨリを戻すことができるのか!?（9月20日、サディスティックヴィレッジ）
- いじめで無視され過ぎて、挿入しても無視してもらえる私（10月1日、ムーディーズ）
- SOD女子社員 2018（裏）水泳大会 ローションプールでシャツもマ○コも全身ヌルヌルハレンチ大特訓!!（10月11日、SODクリエイト）※「岡田萌」名義
- PTA IN レズバトル（10月11日、サディスティックヴィレッジ）
- 修学旅行で東京に来た田舎女子○生に“読モ”にしてあげる、と声をかけダマしナマ中出し!一緒に来ている他のクラスのお友達を電話で呼び出させてその娘も連鎖レ○プ 4（10月11日、サディスティックヴィレッジ）
- 超厳しい寮生活をしている女子○生は欲求不満で即ハメチ○ポを求めまくり! 男子禁制の女子寮に踏み込んだら最後、女子○生たちのエロ過ぎる欲求を解消するまで帰してくれません!?母が働く女子寮に届け物をしに来たボクは、興味本位で寮内に侵入!すると寮生に見つかり、そのまま部屋に閉じ込められてしまいました!?思春期真っただ中の彼女たちだけど、集団禁欲生活中なので…どんな男でも超ドストライク状態!?だから男を見たらどんな状況でもチ○ポを欲しがり、何度も何度も自分の欲求が満たされるまでエッチをおねだりしてきた!!（10月19日、Hunter）
- 彼氏に姦(おか)されて… 大好きな彼氏にダマサれ中出し輪姦された生徒会長（10月25日、サディスティックヴィレッジ）
- 結婚式の二次会帰りのアラサー女を自宅に連れ込んで隠し撮り!!!（10月25日、F&A）
- メンズエステの聖地池袋で繁盛店に潜入して一発ハメちゃいました!!（11月8日、F&A）
- VR新宿ナンパ 5名の素人女性たち 駅周辺でVR体験ナンパを実施!VRゴーグルをした素人娘は完全無防備状態でパンチラ・ブラチラ見放題!そのまま雪崩れ込みSEXできちゃった映像をAVで出しちゃった!（11月15日、ナンパーズ）
- 生徒にバイブをパンスト固定され我慢し続けるが追い打ち媚薬でイキ崩れた女教師 先生の自宅へ“逆”家庭訪問 3（11月22日、ナチュラルハイ）
- メガネ真面目従妹がTバック! マジメでガリ勉な女子学生の従妹は色気ゼロで女として見てなかったけど、チラッと見えたTバックにギャップ萌え!実はむっつりスケベ女子でした。（12月20日、SWITCH）

2019年
- 全国裏風俗紀行 VOL.3 噂の東京23区ないめぐり（1月11日、黒船）※「あや」名義
- 「酔って寝ている間にチ○ポを触る女上司の弱みを握った僕は夜中から出勤するギリギリまで何度もヤりまくった」 VOL.1（1月24日、DANDY）
- 100万×中出し 女が欲しいのは愛かお金か中出しか!!?AV女優37人の新感覚中出しサバイバル!!（2月1日、本中）　※AV OPEN 2018 企画部門エントリー作品
- 変態ドM清楚系ビッチ（2月7日、グローリクエスト）※「りん」名義
- 旅館を手伝う地味っこ姉妹と仲良くなって2泊3日オヤジの濃厚テクでイキ乱れ早漏娘に開発（2月7日、ナチュラルハイ）
- 援○ドライブ 学校終わっておじさんと援○する制服美少女がハメ倒される隠し撮り映像 (2月15日、ピーターズMAX)
- 川の字で寝ていた姉が我慢できずに漏らす喘ぎ声を聞いて発情しだす妹11 川の字‘W’NTR 敏感な人妻姉妹と連続セックス（3月7日、ナチュラルハイ）
- 妄想アイテム空想科学シリーズ ふたなロイド (3月21日、ROCKET)
- 【衝撃】修羅場NTR妻と知人のファック現場(3月25日、ながえSTYLE)
- 第39回ハーレム筆下ろし王様ゲーム 社内でも優しくて美人と評判のSOD女子社員5名がガチンコ童貞ユーザー様の金玉が空になるまで10発抜きまくり（6月6日、SODクリエイト）※「岡田萌」名義
- 【変態バイト】いきなりバリカタち●ぽにさせてくれるゴム無しOKのドスケベ娘を派遣します。(8月19日、チキチキカマー/妄想族)
- 南京袋の女(10月7日、アタッカーズ)
- 超生意気な同期の女子社員が実は超欲求不満！？ボクのチ○ポにツンデレイキ！！女として見ていない会社の同期女子社員が終電を逃してボクの部屋に…（10月19日付、ハンター）

2020年
- 吉祥寺で見つけた心優しい巨乳の女子大生 童貞くんのオナニーのお手伝いのつもりがセックス練習ってことで素股していてヌルっと入って筆おろし！？（6月25日、アイエナジー）
- 湯けむり天獄～縄情の宿～15 天縄凜美編(8月3日、ヴァンアソシエイツ)

### イメージDVD
- Rin 貴方に届け、恋の魔法（2017年10月5日、REbecca）

### 配信作品
2018年
- 美少女ガンシャッ！2(6月7日、DOC)

2019年
- こりす ※「こりす」名義(7月3日、素人ホイホイsweet！)

### VR
2018年
- 付き合って三ヶ月イチャイチャセックス 舌責めとしゃぶりを交互に繰り返し「君のが大好き…もう挿れていい?」密着対面で数え切れないキス、正常位で激しく腰振り「いいよ、いっぱい出してっ」中出しと同時に全身を震わせて絶頂「大好き」（6月2日、ブイワンVR）
- レンタル彼女 ラブラブ中出し同棲性活（8月10日、こあらVR）
- 寸止め6回でもう限界! チ●ポを弄ぶイチャイチャLOVEラブ「あぁ…我慢汁の味がするw」とねっとりフェラから様々なプレイで焦らされ焦らされ発射寸前「まだダメぇwイけると思ったでしょ?」我慢の限界に達しながらもこの果て無き寸止め地獄!（9月15日、ブイワンVR）
- 大好きな先輩を挑発する女子校生、断り続けたけど我慢も限界に達して中出し!（10月15日、マックス・エー）

2019年
- 悶絶クンニMANIAX VR ※名義なし(1月11日、WANZ VR)
- 厳選美少女8名の最強対面座位！SUPER BEST(1月26日、ブイワンVR)
- チ○ポがとろける～ほど気持ちいい。６６０１１な〈音〉と〈淫語〉で超リラックスオナニーができる！！ASMRリフレVR(2月1日、WANZ VR)
- あたしりん…なんかエロ本で読んだんですけど…胸を触られながらキスするとすごい…オマ●コがグチョグチョになるらしい…んですけど…やってみてもらってもいいですか…?（2月2日、ブイワンVR）
- イチャらぶBEST(9月25日、MAX-A VR)
- 押しに弱くて何でも言う事を聞いちゃうエッチ大好き欲求不満な保育士とラブホSEX VR！！パンツ観賞も競泳水着コスプレもおしっこもナマSEXも…「恥ずかしい」って言いながらエッチな事がやめられない関西弁保育士ワリキリ高画質&高没入VR！！ ※名義なし(10月17日、ナンパJAPAN VR)
- 僕と彼女と彼女の姉のEXな三角関係(10月30日、Dynamic Eyes) 共演:加藤ももか(現:佐藤ののか)
- まだ射しちゃダメっ！寸止め！小悪魔痴女BEST(11月28日、ブイワンVR)

2020年
- 後を追いかけ拉致してそのままレ○プ！全員中出し！3(4月30日、ROOKIE VR)
- いっぱい手こきとフェラして気持ち良くしてあげるからブシャブシャ男潮を吹きなさい！(5月6日、ROOKIE VR)
- 制服美少女BEST 197分(5月27日、MAX-A VR)
- セクハラサイコロ いけないことしたらお仕置きは中出し(7月22日、ROOKIE VR)
- ニーハイ美脚BEST 220分(9月9日、MAX-A VR)
- お尻ぺんぺん&スパンキング(10月7日、ROOKIE VR)
- 1日後に死ぬボクに舞い降りたSEX案件 突然美女8人が余命1日の僕の元へ次々に押し寄せ性欲介護の看取りSEX(10月14日、ROOKIE VR)

2021年
- 愛おしそうに毎晩訪れてくるなら…メチャクチャにしてアゲる。カラダ中の分泌物が突然トマラナイ汁まみれ性交(4月15日、KMPVR-bibi-)
- 天井特化アングル痴女の顔舐め天国(6月8日、KMPVR)
- 風パンチラ(7月7日、ROOKIE VR)
- KMPがお届けするビショビショぐちょぐちょの潮吹き大・大・大噴射SPECIAL!!(7月27日、KMPVR-彩-)

## 出演

### テレビ
- 魚拓と成瀬のツキとスッポンぽん #176,#177・#227,#228（2018年1月14日,21日・2019年1月6日,13日、パチ・スロ サイトセブンTV）
- ダラケ! #9 「セクシー女優ダラケのオールスター感謝祭2018」（2018年10月4日、BSスカパー!）[7]

### ウェブ
- 桃色♡ゲームチャンネル（2018年2月22日[8],3月15日[9]、AbemaTVウルトラゲームス） - 桃色ガールズ
- チャンスの時間（2018年10月10日[10]、AbemaTV）
- DTテレビ（2019年8月23日、11月22日、AbemaTV）[11]
- 私とデートしませんか？#1（2020年9月25日、らぽふぁん JAV/YouTube[12]）‐ 初美りん役

### 映画
- 5人の女　愛と金とセックスと…（2019年6月7日、オーピー映画）‐トミー役[13]
- 女ざかり　白く濡れた太股（2020年6月19日、オーピー映画）‐芳子役[14]
- ばるぼら（2020年11月20日、イオンエンターテイメント）
- 誘惑妻物語　濡れた人差し指（2021年1月29日、オーピー映画）

## 書籍 等

### 雑誌
- FLASH 2017年9月12日号 （2017年8月29日、光文社） - 美女三銃士初出しヘアヌード（美乳・初美りん 美脚・輝月あんり 美肌・北川エリカ）
- 週刊大衆ヴィーナス 2017年8月4日号（双葉社） - グラビア「AV大好きウブ娘「初脱ぎヘアヌード」」
- ベストDVDスーパーライブ 2017年8月号（メディアソフト） - インタビュー
- 実話BUNKAタブー 2017年9月号（コアマガジン） - 袋とじ「脱ぐべきでない人が、脱いでSEXしちゃった」
- 月刊DMM 2017年9月号（ジーオーティー） - インタビュー

### 新聞
- 日刊スポーツ 2017年7月3日-5日 - インタビュー
- 東京スポーツ 2017年7月11日 - インタビュー